# オクタヴ・ラピーズ
オクタヴ・ラピーズ（Octave Lapize、1887年10月24日 - 1917年7月14日）は、フランス・モンルージュ出身の自転車競技選手。

## 経歴
1907年、シクロクロスとロードレースのアマ・フランスチャンピオンに輝く。
1908年のロンドンオリンピックで、トラックレースの100kmレースに出場し銅メダルを獲得。
1909年にプロへ転向。同年のパリ〜ルーベを制した。
1910年、パリ〜ルーベを連覇。同年のツール・ド・フランスでは第5、9、10、14ステージを制する活躍ぶりを見せ、第13ステージ終了後、前ステージまで総合首位だったフランソワ・ファベールを交わして総合首位に立ち、最後は4ポイント差（1912年まで、ツール・ド・フランスの総合成績はポイント制で行われていた）いう僅差ながらもファベールを退けて総合優勝を果たした。なお、現在のツール・ド・フランスにおいても定番の難所として知られる、ピレネー山脈中央部に位置するツールマレー峠が1910年からコースに組み入れられたが、ラピーズは初代の首位通過選手であり、その記念碑がツールマレー峠にある。
また、1911年のパリ〜ルーベも制し、同レース史上初の3連覇を達成したが、その後同レースで3連覇を達成したのは、フランチェスコ・モゼール（1978年～1980年）だけである。さらに同年から1913年まで、フランス国内選手権・個人ロードレースにおいても3連覇を達成した。
1914年のツール・ド・フランスに出場の後、第一次世界大戦が勃発。ラピーズはフランス空軍のパイロットとして従軍したが、1917年6月28日、ムルト＝エ＝モゼル県のフリレイ付近で襲撃に遭い重体。同年7月14日他界した。